# Consejo Nórdico de Idiomas
El Grupo de Expertos del Consejo Nórdico de Idiomas (en danés: Ekspertgruppen Nordens Sprogråd, ENS) es un grupo de expertos del Consejo Nórdico de Ministros, con la tarea de hacer realidad los acuerdos en Acuerdos de Helsinki desde 1962 y posteriores, así como centrarse en el asesoramiento lingüístico, especialmente con respecto a una comprensión del lenguaje en niños y adolescentes. El Consejo está compuesto por 10 miembros, uno de Dinamarca, Islandia, Noruega, Suecia, Islas Feroe, Groenlandia y las Islas Åland, así como dos de Finlandia (uno sueco y otro finlandés) y uno del Parlamento Sami, respectivamente
El Consejo Lingüístico Nórdico se estableció después de la creación del Consejo Lingüístico Nórdico, que desde 1997 tenía la tarea de continuar la cooperación lingüística nórdica, coordinada por la Secretaría Lingüística Nórdica entre 1978 y 1996.
El Consejo Nórdico de Idiomas es responsable de la cooperación lingüística nórdica con los consejos de idiomas como socios clave. También trabajará para fortalecer la comprensión y el dominio de la lengua nórdica, así como el conocimiento de las lenguas nórdicas. El Consejo debe promover una política lingüística y fortalecer la posición de las lenguas nórdicas dentro y fuera de la región nórdica. El consejo está obligado a seguir en las prioridades del Consejo Nórdico de Ministros, pero también puede tomar iniciativas propias. El Consejo, entre otras cosas, apoyó un estudio exhaustivo de la comprensión del idioma de los países nórdicos vecinos y un estudio de las importaciones de palabras del inglés dentro de la región nórdica, y trabajó para llegar a una declaración del idioma nórdico común.
El consejo administra los fondos de Nordplus, para promover la investigación, enseñanza y las publicaciones dentro del Consejo, y tiene una responsabilidad formal para los profesores nórdicos en universidades extranjeras. 